# مسجد الشيخ مكي
مسجد الشيخ مكي مسجد أثري يقع داخل أسوار البلدة القديمة لمدينة القدس، في طريق باب الساهرة على يمين المتوجه إلى المسجد الأقصى مقابل المدرسة القادسية. تم ترميمه عام 1982، وتبلغ مساحته 24 متر مربع، ويقع في الداخل مقام الشيخ مكي، أحد الأولياء الذين سكنوا مدينة القدس.

## تاريخ الترميم والإحياء
- تم تأسيس لجنة محلية أعادت إحياء المسجد عام 1982م، إثر تهجير المقام، وتمت الموافقة من دائرة الأوقاف الإسلامية على مخطط الترميم الافتتاحي.
- أُدخل التيار الكهربائي في العام التالي، وافتتح مكتبة صغيرة داخل المسجد .
- تم تكحيل الجدران الخارجية وترميمها عام 1984.[2]

## التوترات الحديثة
- يُعاني المسجد من اعتداءات متكررة من قبل مستوطنين بهدف إغلاقه أو عرقلة الأذان، مثل وضع المسامير والمواد اللاصقة على الباب .
- هذه الاعتداءات تمثّل تهديدًا لاستمرارية المسجد، حيث توجد محاولات للاستيلاء عليه أو محيطه منذ عام 1986.[3]

## الأهمية التاريخية والدينية
- يمثل المسجد مقامًا تاريخيًا لولي صوفي مرموق، واسم الشيخ مكي يعود للشيخ أبو القاسم مكي بن عبد السلام الرملي، حاثًا في تأريخ القدس وفضلها، وقد استشهد خلال فترة سقوط القدس على يد الصليبيين .
- يتميز المسجد بطراز عثماني بسيط، ويعد جزءًا من التراث الإسلامي والثقافي العميق في قلب القدس القديمة[4]
- مسجد الشيخ مكي هو تجديد بارز لمقام ولي صالح في القدس، يجمع بين أصالة التراث وصغر الحجم، وتاريخ الترميم في عام 1982 انعكس اهتمامًا محليًا بالحفاظ على المقدسات. ومع ذلك، يتم تبنيه كموقع مستهدف من قبل جماعات تهويد، ما يجعله رمزًا للصمود الروحي والميداني في ظل الضغط والتهديد.